# Wolseley 15/50
La Wolseley 15/50 est une automobile fabriquée par le constructeur britannique British Motor Corporation à partie de 1956. Succédant à la Wolseley 4/44, elle est produite à 12 352 exemplaires. Elle est remplacée, à partir de 1958, par la Wolseley 15/60.

## Caractéristiques
La Wolseley 15/50 est une version révisée de la Wolseley 4/44. La principale différence entre les deux modèles réside dans le moteur. Le modèle 4/44 était équipé d'un moteur Morris et, après l'arrêt de la production de la MG TF, c'était la seule voiture équipée de ce moteur. Pour des raisons de rationalisation, le 15/50 est sorti avec un moteur BMC Série-B. Pour le reste de sa construction, elle correspond en grande partie à une version réduite de la MG Magnette.

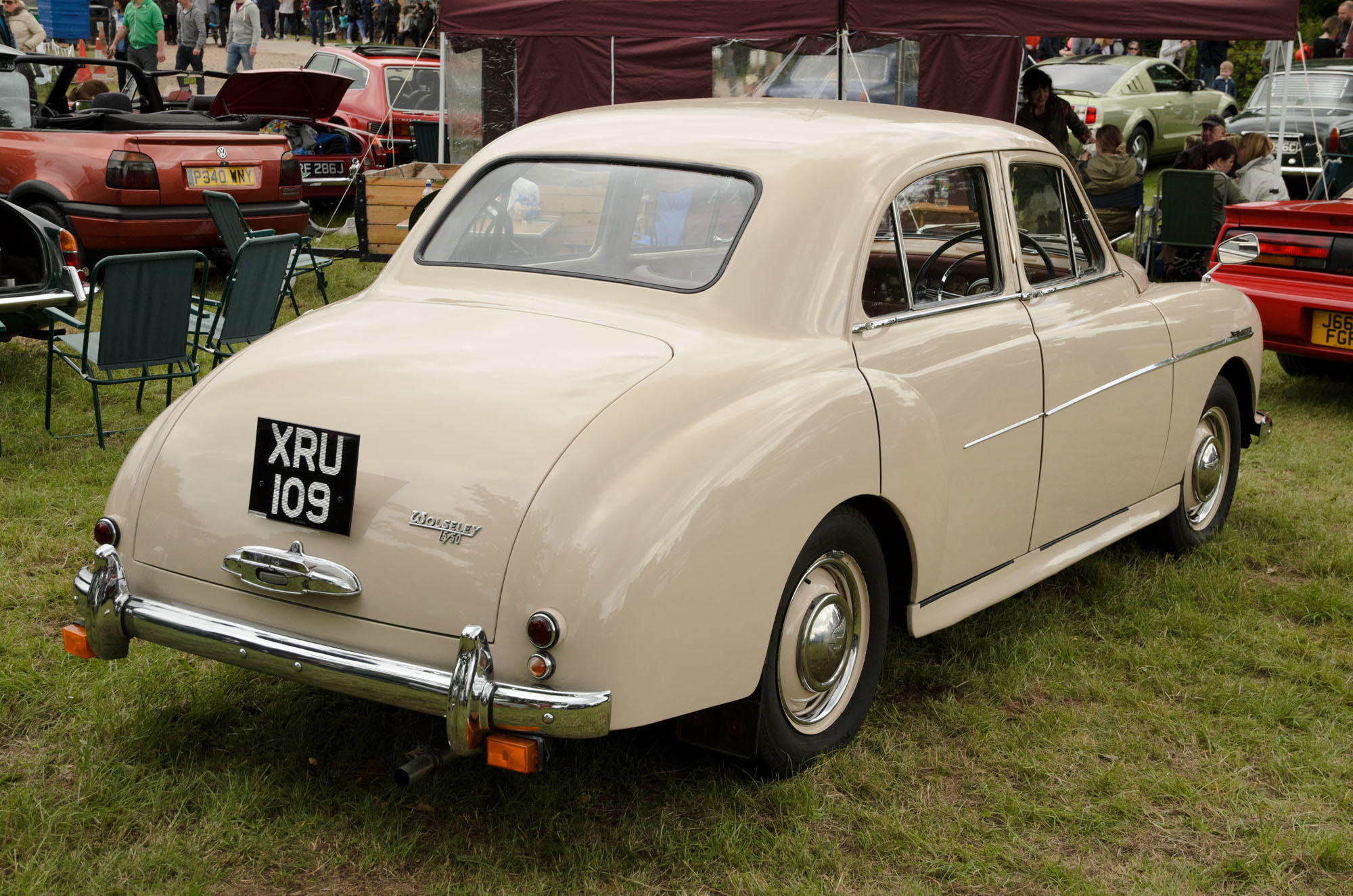
Vue arrière

Contrairement à la MG, le moteur de la 15/50 ne dispose que d'un unique carburateur S.U., ce qui induit une puissance légèrement inférieure à 41 kW à 4400 tr/min. À la différence du 4/44, le 15/50 possède une boîte de vitesses centrale. À partir de 1956, une boîte semi-automatique Manumatic est disponible sur demande. Celle-ci est commandée par un microrupteur dissimulé dans le levier de vitesses, qui actionne un servo à dépression. Parfois, le fait que la première vitesse n'était pas synchronisée posait des problèmes, car il fallait doublement embrayer et contre-accélérer pour rétrograder. Cette option, peu appréciée, est supprimée avant la fin de production du modèle.
La structure de la voiture est monocoque, caractérisée par une suspension avant indépendante à ressorts hélicoïdaux, tandis que l'essieu arrière est rigide, équipé de ressorts à lames semi-elliptiques. La voiture possède une direction assurée par un mécanisme à crémaillère et pignon et les quatre freins à tambour de 228,6 mm sont de Lockheed. Par rapport à la 4/44, le modèle gagne également des chromes supplémentaires et un second feu de brouillard.

## Performances
Un exemplaire doté d'une transmission Manumatic, évalué par le magazine britannique The Motor en 1957, atteint une vitesse maximale de 125 kilomètres par heure et parvient à accélérer de 0 à 97 kilomètres par heure en 26,7 secondes. Une consommation de carburant établie à 9,8 litres pour parcourir 100 kilomètres est enregistrée. Le véhicule de test est commercialisé au prix de 1 011 livres sterling, toutes taxes comprises, représentant un supplément de 338 livres sterling par rapport au modèle standard.
En 1958, elle est remplacée par la Wolseley 15/60, conçue par Farina après 12 352 exemplaires produits.